# Arturo Pascual Madina
Arturo Pascual Madina, né le 24 décembre 1972, est un homme politique espagnol membre du Parti populaire (PP).

## Biographie

### Vie privée
Il est marié.

### Activités politiques
De 2007 à 2011, il est premier adjoint au maire de Briviesca et, à partir de 2015, conseiller municipal de Santa María del Invierno. Il est député aux Cortes de Castille-et-León de 2011 à 2015.
Le 20 décembre 2015, il est élu sénateur pour Burgos au Sénat et réélu en 2016.